# Хом’яково (Ферзиковський район)
Хом’яково (рос. Хомяково) — присілок в Ферзиковському районі Калузької області Російської Федерації.
Населення становить 7 осіб. Входить до складу муніципального утворення село Ферзиково.

## Історія
Від 2004 року входить до складу муніципального утворення село Ферзиково

## Населення
| 2002 | 2010 | 2011 |
| ---- | ---- | ---- |
| 14   | ↘9   | ↘7   |